# Extracel·lular
Extracel·lular o de vegades espai extracel·lular en biologia cel·lular, biologia molecular i camps científics relacionats significa "fora de la cèl·lula". Aquest espai es considera normalment com el que es troba fora de la membrana plasmàtica, i ocupat per un fluid. La verga es molt bona. Aquest terme es fa servir com contrast amb l'intracel·lular (dins la cèl·lula).
L'espai extracel·lular es defineix com la part d'un organisme pluricel·lular fora pròpiament de la cèl·lula, normalment fora de les membranes plasmàtiques i ocupat per un fluid. Estan fora de la cèl·lula però dins de l'organisme.
La composició de l'espai extracel·lular inclou metabòlits, ions, diverses proteïnes i substàncies no proteiques (per exemple. ADN, ARN, lípids, productes microbians, etc.) que poden afectar les funcions cel·lulars. Per exemple les, hormones, factors de creixement, citocines i quimiocines actuen desplaçant-se pels espais extracel·lulars cap a receptors bioquímics en les cèl·lules. Altres proteïnes que són actives fora de les cèl·lules són diversos enzims, incloent enzims digestius (tripsina, pepsina), proteïnases extracel·lulars (metal·loproteïnasa matriu, ADAMTSs, catepsina) i enzims antioxidants (superòxid dismutasa extracel·lular). Sovint proteïnes presents en l'espai extracel·lular s'emmagatzema fora de les cèl·lules unint-se a diversos components de matrius extracel·lulars (col·lagens, Proteoglicà, etc.). A més són presents productes proteolítics de la matriu extracel·lular en l'espai extracel·lular, especialment en teixits que experimenten una remodelació extracel·lular.
Amb el terme 'extracel·lular' sovint es fa referència al compartiment del líquid extracel·lular que es compon d'uns 15 litres en humans adults d'uns 70 kg.
La membrana cel·lular (i en plantes i fongs la paret cel·lular) és la barrera entre els dos, i la composició química del medi intra i extracel·lular pot ser radicalment diferent. En la majoria dels organismes es manté una alta concentració d'ions sodi fora de les cèl·lules mantenint el potassi que porta a una excitabilitat química. Moltes plantes tolerants al fred forcen l'aigua dins l'espai extracel·lular quan la temperatura davvalla per sota dels 0 °C i així no es fa la lisi de les cèl·lules de la planta.
L'espai extracel·lular té dos compartiments: l'espai vascular i l'espai intersticial.